# Красногвардійська (станція метро)
55°36′50″ пн. ш. 37°44′42″ сх. д. / 55.61389° пн. ш. 37.74500° сх. д.
«Красногвардійська» або «Червоногвардійська» (рос. Красногвардейская) — станція Замоскворіцької лінії Московського метрополітену. Розташована між станціями «Алма-Атинська» та «Домодєдовська», на території району Зябликово Південного адміністративного округу Москви.

## Історія
Станція відкрита 7 вересня 1985 у складі дільниці «Орєхово»—«Красногвардійська». Назву отримала по великому житловому масиву, в якому розташовувалася, — Красногвардійському району.

## Вестибюлі та пересадки
У станції два підземні вестибюлі та чотири виходи на поверхню по різних сторонах перехрестя Оріхового бульвару і вулиць Муси Джаліля і Ясенєвої.
- Метростанція:  Зябликово
- Автобуси: 37, 148, 151, 263, 287, 298, 511, 517, 608, 623, 676, 694, 704, 704к, 711, 719, 755, 768, 790, 795, 965, т11, н5

## Технічна характеристика
Конструкція станції — односклепінна мілкого закладення (глибина закладення — 9 м) з однією острівною прямою платформою. Споруджена із монолітного залізобетону. Склепіння виконано у формі виразних кесонів, що складають 11 рядів уздовж осі станції.

## Колійний розвиток

Схема колійного розвитку станції Красногвардійська

Станція з колійним розвитком — 9 стрілочних переводів, перехресний з'їзд, 2 станційні колії для обороту та відстою рухомого складу та одноколійна СЗГ до Люблінсько-Дмитровської лінії. У оборотних тупиках розташовано пункт технічного огляду.

## Оздоблення
Оздоблення станції, як і її назва, присвячене темі Жовтневої революції. Колійні стіни оздоблені червоним мармуром. Підлога станції викладена сірим гранітом. Зал станції освітлюється великими квадратними світильниками-торшерами, розставленими по осі станції. Торці залу прикрашені вітражами роботи Л. Л. Берліна на тему революції. Станція стала першим проектом нині відомого і заслуженого підземного архітектора Миколи Шумакова, який спробував відтворити в рельєфі склепіння відомий «паризький» стиль.
«Красногвардійська», поряд зі станціями «Крилатське» і «Коньково», є підземною станцією Московського метро, найменування якої розташовані в центрі залу, а не на колійних стінах. Також примітно, що на «Красногвардійській» такий дизайн застосували вперше в Московському метро, та ще й вперше організували лави саме навколо центральних світильників.